# Liziteja (mjesec)
Liziteja (također Jupiter X) je prirodni satelit planeta Jupiter, iz grupe Himalia. Progradni nepravilni satelit s oko 36 kilometara u promjeru i orbitalnim periodom od 256.995 dana.